# Vladimir Mitz
Pour les articles homonymes, voir Mitz.
Le Docteur Vladimir Mitz né en URSS, est un chirurgien et un auteur de langue française qui traite de la chirurgie plastique et réparatrice à travers plusieurs de ses ouvrages.

## Formation

### Études à Paris
Il a fait toutes ses études de médecine et de chirurgie en France. Ancien externe, puis interne  et chef de clinique  des hôpitaux de Paris, il s’est intéressé très rapidement à la chirurgie. Interne en neurochirurgie à l’hôpital Lariboisière, il avait été fasciné par la précision et la qualité technique des opérations pratiquées sur le cerveau. La dimension humaine de cette chirurgie l’avait enthousiasmé.

### Coopération à Madagascar
En 1968-1969, il fit un séjour en coopération en tant que médecin à l’hôpital Girard et Robic à Tananarive, à Madagascar ; il pratiqua toute sorte de chirurgies y compris des actes de neurochirurgie post-traumatique. Intéressé également aux techniques des accouchements, des césariennes, il développa à Madagascar l’utilisation des ventouses pour les accouchements difficiles chez des patientes pour lesquelles une aide urgente apparaissait nécessaire.

### Interne des hôpitaux de Paris
Revenu à Paris, il travailla en tant qu’interne des hôpitaux de Paris puis chef de clinique chez le professeur Léon Dufourmentel à l’hôpital Hôpital Saint-Louis pendant deux ans ; il intégra enfin l’équipe du Professeur Raymond Vilain à l’Hôpital Boucicaut en 1975.

### Le service SOS MAIN
Dès lors, il contribua à la mise en place du service SOS MAIN qui était destiné à traiter les urgences de la main par des spécialistes rompus à la micro-chirurgie et ce quelle que soit l’heure du jour ou de la nuit.

### La micro chirurgie
Le Docteur Vladimir Mitz apprend la micro chirurgie au cours d’un séjour aux États-Unis, où il est formé par le Professeur Harry Buncke, à San Francisco. Dans le laboratoire de micro chirurgie expérimentale de ce professeur, il est entraîné par un coach d’origine hongroise, champion d’escrime ! La compétition était rude avec les jeunes chirurgiens américains d’avant-garde. De ce fait le docteur Vladimir Mitz devient un micro chirurgien accompli, ce qui lui permet de développer considérablement les activités micro chirurgicales de l’équipe SOS MAINS.

## Enseignement et recherche

### Anatomie de la face
Parallèlement il poursuivait une carrière d’enseignant en anatomie à la faculté des Saints-Pères à Paris. Ceci lui permit de faire des travaux de recherche en matière d’anatomie de la face.

### Système musculo aponévrotique superficiel de la face
cela a abouti en 1973 à la mise en place du « système musculo aponévrotique superficiel de la face », dans le cadre d’un travail d’équipe qui avait été initié par le professeur Tessier spécialiste des déformations cranio-faciales.

## Pratique hospitalière

### La démocratisation
Progressivement le docteur Vladimir Mitz s’intéressa à la démocratisation de la chirurgie esthétique, en tant que praticien hospitalier à l’hôpital Boucicaut, aujourd’hui disparu. Il introduisit des actes de chirurgies esthétiques à l’hôpital public, après négociation avec les autorités de tutelle : les patients payaient un tarif minimal mais néanmoins devaient assumer une partie des frais opératoires sans rien verser aux chirurgiens. L’ensemble des bénéfices allait directement à la caisse de l’hôpital.
Les opérations étaient subdivisées en trois catégories :
1. Des opérations faciles, où les patients étaient traités en ambulatoire.
2. Des opérations plus complexes, où les patients étaient hospitalisés pendant 48 heures.
3. Des opérations difficiles telles que les liftings ou la mise en place de prothèses mammaires, où les patients étaient hospitalisés trois jours.

Ce système perdurera jusqu’au départ de Professeur Raymond Vilain.
Progressivement la chirurgie esthétique devenait assez mal aimée dans les hôpitaux de l’assistance publique, pour des raisons qui sont complexes et qu’il sera un jour intéressant d’analyser.

### L’hôpital Pompidou
Le docteur Vladimir Mitz intégra alors l’équipe du Professeur Lemerle puis du Professeur Augereau à l’hôpital Pompidou à Paris. Il continue son activité de chirurgie réparatrice dans le cadre de cet hôpital, de chirurgie de la main et de micro chirurgie et réparatrice de la gare et de la silhouette notamment du fait du développement de la chirurgie post jariatrique et de la place importante des reconstructions du sein après cancer.
Il est membre de l’Académie de chirurgie, auteur de nombreux livres et de chapitres dans des revues spécialisées et aussi pour le grand public.

## Famille
Il est le frère de Nina Mitz.

## Consulter également